# 罗曼·柳巴尔斯基
罗曼·瓦列里耶维奇·柳巴尔斯基（羅馬化：Roman Valer'yevich Lyubarskiy；1980年7月16日—）是俄罗斯政治人物，第八届国家杜马代表。
2008年至2009年，他担任统一俄罗斯党下诺夫哥罗德地区执行委员会机构首席专家、副主任、党建部部长。2009年至2012年，他担任地区工作部党建部副部长、统一俄罗斯党中央选举委员会副主任、党中央选举委员会地区工作部部长。2012年至2016年，他在俄罗斯联邦总统驻伏尔加联邦管区全权代表机构工作。2016年至2019年，柳巴尔斯基担任下诺夫哥罗德州内部地区和市政政策部长。2021年9月起，他担任第八届国家杜马代表。

## 制裁
柳巴尔斯基于2022年因俄乌战争而受到英国政府和美国财政部制裁。